# Кавадо
Кавадо (на португалски: rio Cávado) е река в северната част на Португалия.

## Хидрография
Извира от Sierra de Larouco на 1520 м надморска височина. Преминава през градовете Брага и Барселуш и се влива в Атлантическия океан при град Ешпозенде. Има дължина от 135 км и общ водосборен басейн от 1589 km².